# Леград
46°18′ пн. ш. 16°52′ сх. д. / 46.3° пн. ш. 16.86° сх. д.
Леград (хорв. Legrad) — громада і населений пункт в Копривницько-Крижевецькій жупанії Хорватії.

## Населення
Населення громади за даними перепису 2011 року становило 2 241 осіб. Населення самого поселення становило 956 осіб.
Динаміка чисельності населення громади:
Динаміка чисельності населення центру громади:

## Населені пункти
Крім поселення Леград, до громади також входять:
- Антоловець
- Кутняк
- Малий Оток
- Селніца-Подравська
- Великий Оток
- Заблатє